# Superstitious Joe
Superstitious Joe è un cortometraggio muto del 1913 scritto e diretto da Charles M. Seay.

## Trama
Il protagonista Joe è una persona alquanto superstiziosa: evita, ad esempio, di passare sotto le scale e non apre ombrelli dentro casa. Il cortometraggio si sviluppa sulle vicissitudini di due agenti immobiliari tra loro rivali, alle prese con la vendita di un locale a un'azienda automobilistica. Nella vicenda si inserisce una giovane donna corteggiata da entrambi gli uomini. Il padre di lei stabilisce che la figlia andrà in sposa a chi, tra i due uomini, avrà più successo negli affari. Joe cerca di conquistarla impegnandosi al massimo nel proprio lavoro e per mostrarsi come sposo ideale e uomo di successo. La sua indole superstiziosa, però, gli giocherà un brutto scherzo e solo la donna riuscirà ad aiutarlo nella vendita del locale e diventare così sua moglie.

## Produzione
Il film fu prodotto dalla Edison Company.

## Distribuzione
Distribuito dalla General Film Company, il film - un cortometraggio di 180 metri - uscì nelle sale cinematografiche degli Stati Uniti il 14 marzo 1913.
Nelle proiezioni, veniva programmato con il sistema dello split reel, accorpato in un'unica bobina con un altro cortometraggio prodotto dalla Edison, il documentario Curious Scenes in India.